# Ghanta

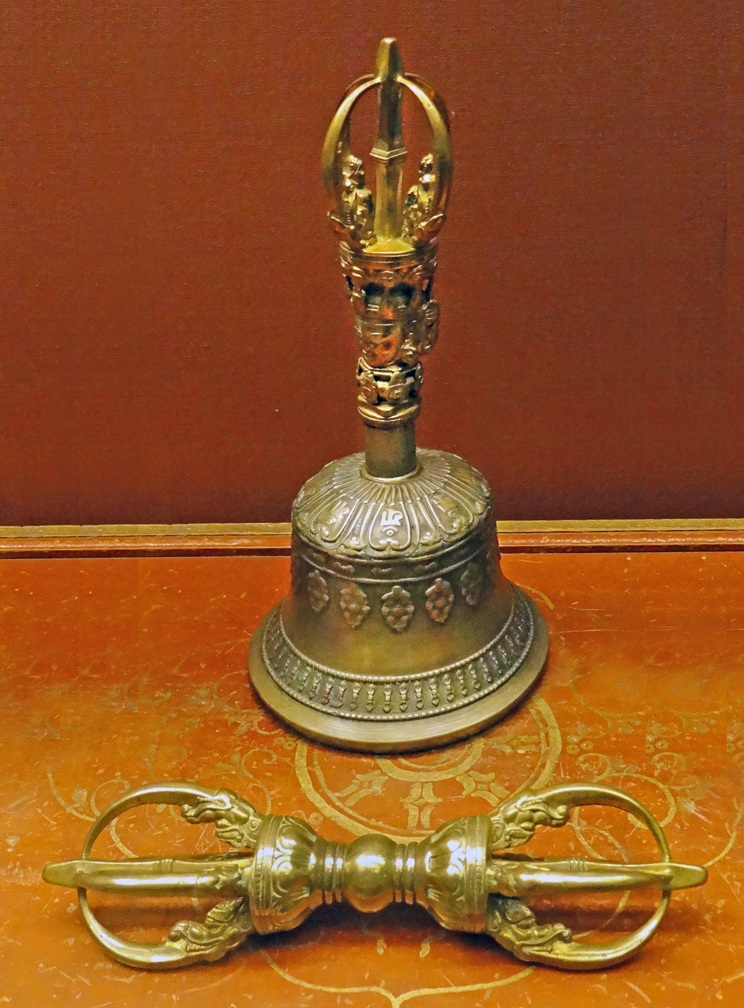
En ghanta och en vajra

Ghanta är en rituell handklocka som används inom tibetansk buddhism. Klockan representerar prajnaparamita (visdom) och sunyata (tomhet). Klockans ihålighet representerar sinnet som inser sunyata, medan kläppen representerar ljudet av sunyata. Klockan hålls alltid i vänster hand, och paras ofta med vajran, som hålls i höger hand. Ghantan anses vara symboliskt feminin medan vajran anses vara symboliskt maskulin. Tillsammans representerar vajran och ghantan utövarens yidam och dess mandala.
De är traditionellt tillverkade av brons eller metall, genom en process där flera gjutformer används. Gjutformerna är vanligtvis gjorda i sand, som hålls samman med exempelvis råsocker eller juice gjord på rädisor.